# روجر ميلس
روجر ميلس (بالإنجليزية: Roger Mills) هو كاتب غير روائي بريطاني، ولد في 3 مارس 1942.

## روابط خارجية
- روجر ميلس على موقع اتحاد ألعاب الكومنولث (مؤرشف) (الإنجليزية)